# Pagans
Pagans (Heidenen) is een Extended Play van de Britse muziekgroep Nunbient. Het is op 29 december 2009 als download te koop via platenlabel Troopers for Sound, in eigendom van de muziekgroep. Op verzoek levert dat label ook de compact disc met hoesje.

## Musici
Gegevens ontbreken, maar de musici zullen dezelfde zijn als bij het vorige album:
- Matt Baber, Joff Winks – alle instrumenten, waaronder een vibrafoon, tamtam, gitaar en harmonium.

## Tracklist
| Nr. | Titel  | Duur |
| --- | ------ | ---- |
| 1.  | Pagans | 23   |

De hoes is een foto uit de archieven van Carl Glover.